# Sh2-75
Sh2-75 est une petite nébuleuse en émission visible dans la constellation de l'Aigle.
Elle est située dans la partie ouest de la constellation, à environ 3° nord-nord-est de l'étoile θ Serpentis. Elle s'étend sur une dizaine de minutes d'arc en direction d'une région de la Voie lactée fortement obscurcie par les nuages de poussières constituant le Rift de l'Aigle. La période la plus propice à son observation dans le ciel du soir se situe entre juin et novembre. N'étant qu'à 7° de l'équateur céleste, on peut l'observer indistinctement depuis toutes les régions peuplées de la Terre.
C'est une petite et sombre région H II située sur le bras du Sagittaire à une distance d'environ 1 700 pc (∼5 540 al) du système solaire. On sait très peu de choses sur cette nébuleuse en raison du peu d'intérêt qui lui est consacré. Elle est certainement liée à la source de rayonnement infrarouge IRAS 18567+0700, en direction de laquelle des émissions dans la bande NH3 ont été observées. La source radio Mol 84 est également liée à cette nébuleuse.